# Dixon (Califòrnia)
Dixon és una població dels Estats Units a l'estat de Califòrnia. Segons el cens del 2000 tenia 16.103 habitants.

## Demografia
Segons el cens del 2000, Dixon tenia 16.103 habitants, 5.073 habitatges, i 4.164 famílies. La densitat de població era de 939,2 habitants per km².
Dels 5.073 habitatges en un 47,8% hi vivien nens de menys de 18 anys, en un 67% hi vivien parelles casades, en un 9,7% dones solteres, i en un 17,9% no eren unitats familiars. En el 13% dels habitatges hi vivien persones soles el 4,5% de les quals corresponia a persones de 65 anys o més que vivien soles. El nombre mitjà de persones vivint en cada habitatge era de 3,17 i el nombre mitjà de persones que vivien en cada família era de 3,45.
Per edats la població es repartia de la següent manera: un 0% tenia menys de 18 anys, un 0% entre 18 i 24, un 0% entre 25 i 44, un 20% de 45 a 60 i un 7,2% 65 anys o més.
L'edat mediana era de 32 anys. Per cada 100 dones de 18 o més anys hi havia 97,8 homes.
La renda mediana per habitatge era de 54.472 $ i la renda mediana per família de 58.849 $. Els homes tenien una renda mediana de 42.286 $ mentre que les dones 30.378 $. La renda per capita de la població era de 20.139 $. Entorn del 5,2% de les famílies i el 8,1% de la població estaven per davall del llindar de pobresa.

## Poblacions més properes
El següent diagrama mostra les poblacions més properes.